# Atriplex polycarpa
Atriplex polycarpa es una especie de planta perteneciente a la familia de las amarantáceas. Es originaria del sudoeste de los Estados Unidos y norte de México.

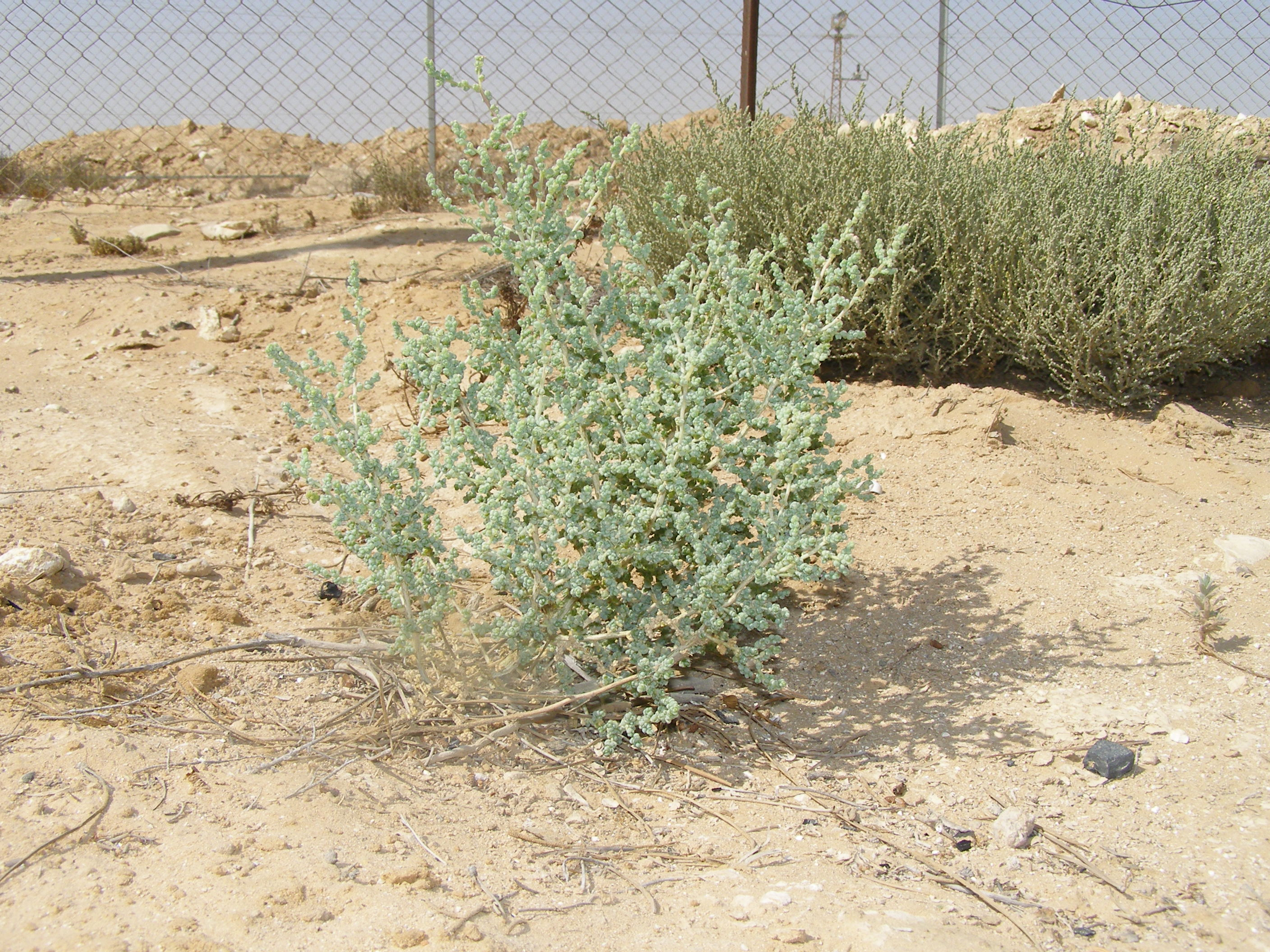
Vista de la planta

## Descripción
Es un arbusto que alcanza los 50-20 dm de altura, el tallo erecto, de color gris con escamas  y  muchas ramas ascendentes, las ramitas delgadas, convirtiéndose ± columna vertebral, las hojas en general, subsésiles;  de 25.3 mm, oblongas a oblanceoladas estrechas y gruesas.

## Taxonomía
Atriplex polycarpa fue descrita por (Torr.) S.Watson y publicado en Proceedings of the American Academy of Arts and Sciences 9: 117, en el año 1874.
Etimología
Atriplex: nombre genérico latino con el que se conoce a la planta.
polycarpa: epíteto latino  que significa "con muchos frutos.
Sinonimia
- Atriplex curvidens Brandegee
- Obione polycarpa Torr.[4]